# روجر إل. جاكسون
روجر إل. جاكسون (بالإنجليزية: Roger L. Jackson)‏ هو ممثل أمريكي، ولد في 1 1 1957 في الولايات المتحدة. بدأ مشواره المهني سنة 1990.

## أعمال

### أفلام
- (1996) صرخة
- (1997) صرخة 2[4]
- (2000) صرخة 3[5]

### مسلسلات
- فتيات القوة

## وصلات خارجية
- روجر إل. جاكسون على موقع IMDb (الإنجليزية)
- روجر إل. جاكسون على موقع ألو سيني (الفرنسية)
- روجر إل. جاكسون على موقع أول موفي (الإنجليزية)
- روجر إل. جاكسون على موقع قاعدة بيانات الأفلام السويدية (السويدية)
- روجر إل. جاكسون على موقع قاعدة بيانات الفيلم (الإنجليزية)
- روجر إل. جاكسون على موقع كينوبويسك (الروسية)